# Arturo Lafranchi
Arturo Lafranchi, genannt Topogigio (* 27. Juni 1914 in Coglio (heute Gemeinde Maggia); † 25. April 2003 in Locarno), war Anwalt und Notar, Tessiner Grossrat, Nationalrat und Staatsrat der katholisch-konservativen Volkspartei (CVP).

## Leben
Arturo Lafranchi war Sohn des Zefferino und dessen Ehefrau Maria geborene Lanfranchi. Er heiratete 1952 Bruna Agostinetti. Nach dem Gymnasium in Bellinzona und dem Collegio Papio in Ascona studierte er Rechtswissenschaften an der Università Cattolica del Sacro Cuore in Mailand und an der Universität Bern, wo er das Lizenziat erwarb. Ab 1943 war er als Rechtsanwalt und Notar in Locarno tätig. Als Politiker von 1939 bis 1962 war er Mitglied des Tessiner Grossrats für die Konservative Partei (Präsident von 1956 bis 1957). Im Oktober 1959 wurde er in den Nationalrat gewählt, wo er bis 1962 blieb (u. a. war er Vorsitzender der Eisenbahnkonzessionskommission).
Im April 1962 wurde er Nachfolger des zurückgetretenen Alberto Stefani im Staatsrat, wo er bis April 1975 blieb. Als Vorsteher des Volkswirtschafts- und des Innendepartements bereitete er die Verabschiedung u. a. des Tourismusgesetzes (er war auch Präsident des Tessiner Ente Turistico) und des Wirtschaftsförderungsgesetzes sowie die formelle Revision der Kantonsverfassung vor. Von 1976 bis 1984 war er Mitglied des Gemeinderats von Giubiasco. Er war Präsident der Associazione dei Comuni valmaggesi (ASCOVAM) vom 3. Juli 1955 bis zum 21. Juni 1966.

## Werke
- Il Pubblico Ministero nel diritto ticinese. Tesi Diritto Berna. Tipografia Elvetica Genti & Bernieri, Locarno 1942.
- Il patriziato nella vita economica ticinese. Editore: URE, Bellinzona 1965.
- Il Cantone Ticino e la galleria stradale del San Gottardo. mit Ezio Cattaneo, Bruno Laube, Basilio Mario Biucchi und Argante Righetti, Centrale cantonale degli stampati, Bellinzona 1965.